# Merkers-Kieselbach
Merkers-Kieselbach è una frazione del comune tedesco di Krayenberggemeinde.

## Storia
Nel 2013 il comune di Merkers-Kieselbach venne fuso con il comune di Dorndorf, formando il nuovo comune di Krayenberggemeinde.